# Ricordi della casa gialla
Ricordi della casa gialla (Recordações da casa amarela) è un film del 1989 scritto, diretto ed interpretato da João César Monteiro, primo di una trilogia cinematografica incentrata sulla surreale figura di João de Deus, alter-ego dello stesso regista. La pellicola è stata presentata in concorso alla 46ª Mostra internazionale d'arte cinematografica di Venezia nel 1989.

## Trama
João de Deus è un uomo anziano che vive in una pensione familiare di poche pretese nella parte vecchia di Lisbona. Tormentato da malattie e avversità, l'uomo trova conforto nell'erotismo, nella musica di Schubert e nella passione per il cinema. Quando egli attenta alla virtù della figlia del padrone di casa viene cacciato dalla pensione. Solo e privo di ogni risorsa, si deve confrontare con le durezze della vita urbana, fino a finire in un ospizio.

## Regista e attore
In Ricordi della casa gialla per la prima volta il regista João César Monteiro, al suo settimo lungometraggio, interpreta João de Deus, personaggio che impersonerà ancora  in La commedia di Dio, Le bassin de J.W e As Bodas de Deus. «Ricordi della casa gialla contiene un doppio riferimento al titolo del romanzo Memorie di una casa di morti di Dostoevskij, che narra le vicende di un gruppo di internati in un campo di prigionia siberiano, e il dipinto La casa gialla che Vincent Van Gogh realizzò nel 1888 raffigurando la sua casa di Arles». Nella didascalia iniziale del film il regista precisa che nella sua terra «chiamavano casa gialla la casa dove si tenevano i detenuti. A volte, quando giocavamo per la strada, noi bambini, lanciavamo sguardi furtivi verso le grate oscure e silenziose delle finestre alte e, con il cuore stretto, balbettavamo: "Poverini!...»